# Double vérité
La doctrine de la double vérité est la doctrine selon laquelle il faut distinguer la vérité philosophique et la vérité religieuse. Elle considère qu'une assertion peut être vraie d'un point de vue philosophique et fausse du point de vue de la foi et réciproquement. Cette doctrine affirme donc que deux assertions contradictoires peuvent être vraies en même temps.   Elle a été attribuée aux averroïstes latins Siger de Brabant et Boèce de Dacie ainsi qu'à à Isaac Albalag, un averroïste juif, et parfois par extension à Averroès lui-même. Cependant, les spécialistes de la philosophie médiévale s'accordent aujourd'hui à dire que cette doctrine n'a jamais été formulée ou défendue textuellement et en tant que telle. Elle aurait été considérée comme découlant logiquement de la position des averroïstes par les critiques de ceux-ci, à savoir Thomas d'Aquin et après lui l'évêque Étienne Tempier, qui la condamne en 1277. Pétrarque reprit cette accusation et la radicalisa.
La doctrine de la double vérité reposerait sur une forme de dissimulation et aurait servi à cacher l'incroyance : la philosophie peut infirmer ce que dit la foi, mais ce que dit la foi resterait vrai dans son domaine propre, ce qui serait une manière dissimulée de dire que les vérités de la foi sont en réalité fausses, si la philosophie est le moyen privilégié d'accéder à la vérité.

## Averroès

### Une attribution contestée

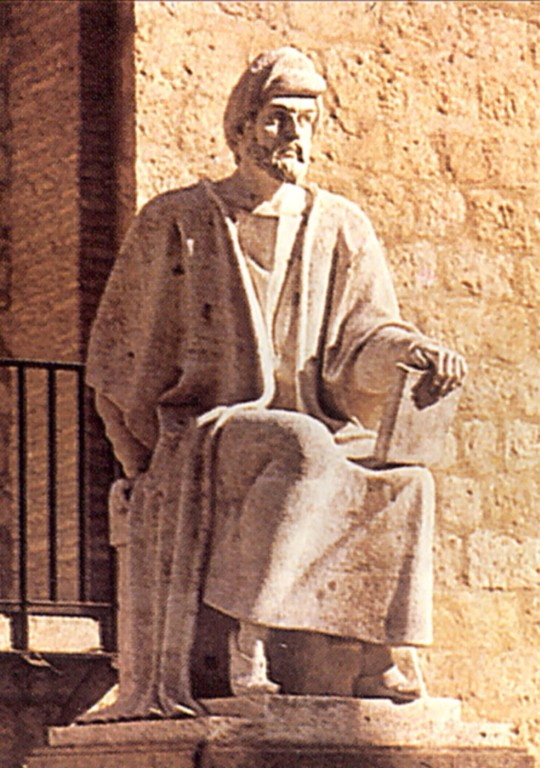
Statue d'Averroès à Cordoue, sa ville natale. Par Pablo Yusti Conejo, 1967.

La doctrine de la double vérité est parfois attribuée à Averroès (Ibn Rushd), philosophe d'Al-Andalus du XIIe siècle et commentateur d'Aristote. Ses détracteurs l'accusent d'être hypocrite et de faire semblant d'accorder ce qui est dû à la foi et à la Révélation, tandis qu'il privilégierait en fait la rationalité en contradiction avec ces dernières. Mahmud Qasim reproche à Léon Gauthier, traducteur français du Discours décisif, d'avoir interprété ce texte en disant qu'Averroès voulait démontrer à la foule « la concordance entre la religion et la philosophie », tout en soutenant en privé un « rationalisme extrémiste » (anti-religieux). L'interprétation de Gauthier fait d'Averroès, selon Qasim, un personnage non sincère, hypocrite. Qasim affirme que cette interprétation est erronée parce qu'elle assimile le « parcours des philosophes musulmans à celui des philosophes chrétiens » : Averroès séparerait la foi et la raison comme le feront René Descartes et Blaise Pascal, le premier faisant de la foi une question d'opinion reçue dans l'enfance, et le second faisant d'elle un pari « dans lequel l'homme sacrifie sa raison à sa foi ». Qasim affirme au contraire : 
« Ibn Rushd, lui, est un philosophe rationaliste et croyant tout à la fois, sans qu'il y ait là la moindre contradiction, et sans qu'il ait été pour cela obligé d'humilier sa raison ou de la réfréner. »
Ali Benmakhlouf, spécialiste d'Averroès, soutient lui aussi que cette doctrine ne se trouve pas dans l'œuvre du philosophe musulman. Au contraire, Averroès qui est logicien ne viole pas le principe de non-contradiction et affirme que « la vérité ne peut être contraire à la vérité, mais s'accorde avec elle et témoigne en sa faveur ». Averroès défend dans le Discours décisif l'idée que le contenu de la Révélation est soit en accord avec la raison, soit en désaccord apparent avec elle. Dans le second cas, il revient au philosophe de l'interpréter, en s'aidant des syllogismes rationnels. La voie démonstrative ne s'oppose pas à la voie révélée, au contraire elle en dévoile le contenu caché derrière le « sens obvie » du texte. Alain de Libera explique la technique complexe de mise en accord des contradictions apparentes entre les résultats de la raison démonstrative et les vérités du Coran, et de mise en accord des contradictions entre les versets, dans sa préface au Discours décisif.

### Les philosophes de laNahda
Parmi les commentateurs arabes issus de la Nahda (Renaissance arabe aux XIXe et XXe siècles), Majid Fakhri et Muhammad Abid al-Jabiri considèrent qu'il est erroné d'attribuer la double vérité à Averroès. Fakhri, s'appuyant sur Étienne Gilson, écrit dans ses Études sur la pensée islamique : 
« Qu'Ibn Rushd ait été jusqu'à son dernier souffle un authentique philosophe et un authentique Musulman, c'est là quelque chose dont nous ne voyons pas de raison de douter, et nous ne pensons pas qu'on puisse retenir l'hypothèse répandue à certaines périodes du Moyen Âge et selon laquelle Ibn Rushd aurait en la matière fait preuve de cette hypocrisie et de cette duplicité que l'on a par euphémisme rebaptisées « théorie des deux vérités ». »
Al-Jabiri, dans Nous et la tradition, explique que la double vérité a été attribuée à Averroès notamment parce que ce dernier tiendrait pour l'existence de deux vérités, une destinée à la foule (la foi) et l'autre à l'élite (la philosophie). Al-Jabiri affirme au contraire qu'il n'y a pas deux vérités qui s'opposent et dont l'une serait feinte par le philosophe, tandis qu'il accepterait la seconde. Il soutient qu'Averroès fait une distinction entre deux niveaux de connaissance et non deux vérités contradictoires. La foule désignerait simplement ceux qui ne sont pas encore formés à la démonstration et qui ne maîtrisent pas la logique. Mais lorsque ceux-ci maîtriseront la logique, ils auront accès à la voie philosophique vers la vérité.
Le philosophe syrien et marxiste Tayyeb Tizini (en), contrairement aux commentateurs précédents, pense qu'il y a bel et bien double vérité chez Averroès. Son argument est qu'à l'époque d'Averroès, les tenants du rationalisme philosophique doivent se protéger contre le fanatisme de la foule ignorante menée par des religieux pratiquant le « terrorisme intellectuel ». La double vérité est selon lui l'expression d'un conflit entre la mentalité féodale et « les idées révolutionnaires et scientifiques », partagées par Ibn Rushd. Elle permet aux philosophes de se protéger contre la foule en faisant semblant de lui accorder le littéralisme en matière de foi, pour mieux dissimuler leur libre-pensée. Les philosophes comme Ibn Tufayl et Ibn Rushd utilisent alors « le style allégorique dans l'écriture et l'équivoque ».

## Averroïsme latin

### Siger de Brabant et Boèce de Dacie

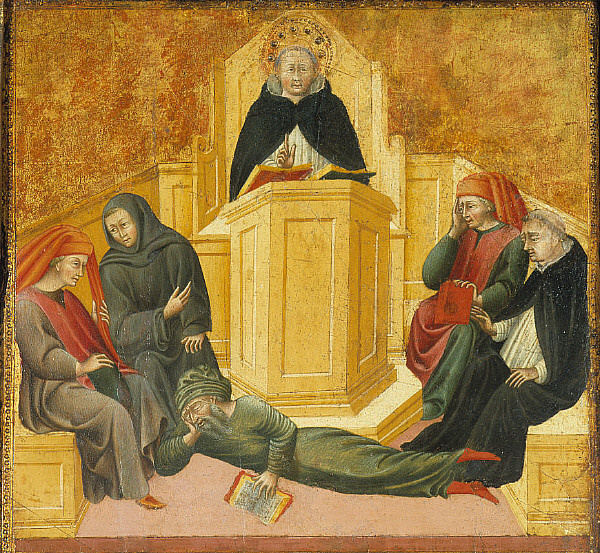
Thomas d'Aquin confond Averroès, par Giovanni di Paolo, 1445,, Saint-Louis, Art museum.

Les averroïstes latins, surtout Siger de Brabant et Boèce de Dacie au XIIIe siècle, ont été accusés de soutenir la doctrine de la double vérité. Le médiéviste Ferdinand Sassen explique néanmoins que cette doctrine ne se trouve pas en tant que telle dans les textes des averroïstes qui nous sont parvenus. La « double vérité » a un enjeu polémique, elle a servi à Thomas d'Aquin pour critiquer ces philosophes qui selon lui ne faisaient pas suffisamment d'effort intellectuel pour mettre la philosophie en accord avec la théologie. Puis, elle a servi à Étienne Tempier, autorité religieuse parisienne, pour condamner les thèses des aristotéliciens et des averroïstes de la faculté des Arts. Ferdinand Sassen laisse cependant ouverte la possibilité que les averroïstes du XIVe siècle, comme Jean de Jandun et Pietro d'Abano, aient pu défendre la doctrine de la double vérité.
Pour Alain de Libera, c'est Pétrarque qui est principalement à l'origine de la propagation de la légende d'Averroès et ses disciples latins soutenant la double vérité. Dans son traité Sur ma propre ignorance et celle de beaucoup d'autres, le poète italien accuse les averroïstes d'être athées et de blasphémer « à l'abri des regards ».
L'historien de l'athéisme Georges Minois soutient que la doctrine de la vérité existe bel et bien, chez Boèce de Dacie, s'opposant en cela aux théologiens et historiens de la philosophie médiévale qui convergent vers la réfutation de l'existence de cette doctrine. Il écrit en effet que « Quelles que soient les subtilités déployées par les théologiens et les commentateurs pour le nier, il y a bien affirmation d'une double vérité, affirmation inacceptable pour les autorités religieuses ».

### La condamnation de 1277
La condamnation de 1277 décrétée par l'évêque de Paris Étienne Tempier vise les averroïstes latins ou « artiens » (théologiens de la faculté des Arts), notamment Siger de Brabant et Boèce de Dacie, disciples du « païen » Aristote et d'Averroès. La condamnation formule ainsi la thèse de la double vérité : 
« Mais pour ne pas faire voir qu'ils affirment ce qu'ils insinuent ainsi, ils dissimulent leurs réponses de telle façon que, pensant éviter Scylla, ils tombent en Charybde.

Ils disent en effet que cela est vrai selon la philosophie, mais non selon la foi catholique, comme s'il y avait deux vérités contraires, et comme si, contre la vérité de l'Écriture sainte, il y avait du vrai dans les dires de ces païens damnés [...]. »

## Isaac Albalag
La position défendue par le philosophe juif et averroïste Isaac Albalag, qui est postérieure aux averroïstes latins condamnés en 1277, a pu être rapprochée de cette idée de double vérité. La Jewish Encyclopedia mentionne que pour Albalag, « as the philosopher is only intelligible to his compeers, so the prophet can be understood only by prophets. This view resembles the theory of double truth (the theological and the philosophical), originated and chiefly developed in the thirteenth century at the University of Paris ». Albalag soutient que la vérité prophétique est accessible seulement aux prophètes, tandis que la vérité philosophique est accessible seulement aux philosophes. Albalag ajoute qu'il sait certaines choses par voie de nature, selon la démonstration, et d'autres par voie de miracle, selon les paroles des prophètes. Il admet que ces deux savoirs peuvent être contradictoires. Cette thèse amène Alain de Libera, médiéviste, à écrire que « le radicalisme d'Isaac [...] l'amène à soutenir la seule authentique doctrine de la « double vérité » réellement attestée au XIIIe siècle ». Libera ajoute cependant que la doctrine d'Albalag devrait plutôt être qualifiée de « double croyance » que de double vérité.
La Jewish Encyclopedia ajoute qu'il n'y a pas de preuve que le philosophe Albalag ait été influencé par les averroïstes latins : « There is no evidence, however, of any direct influence of the Parisian thinkers on Albalag, as he could have come to his view by a more natural process ». Albalag est peut-être venu à cette position en s'inspirant à la fois d'Averroès qui soutient les droits de la philosophie à connaître naturellement la vérité, et d'Al-Ghazâlî qui souligne la nécessité de la voie dogmatique et religieuse dans l'accession à la vérité.

#### Sources primaires
- Averroès (trad. de l'arabe par Marc Geoffroy, préf. Alain de Libera), Discours décisif, Paris, Flammarion, coll. « GF », 1996 (réimpr. 1999), 247 p. (ISBN 2-08-070871-6).
- Pétrarque (trad. du latin), Sur sa propre ignorance et celle de beaucoup d'autres, Paris, Payot & Rivages, coll. « Rivages poche / Petite bibliothèque », 2012, 153 p. (ISBN 978-2-7436-2375-3).
- David Piché, La Condamnation parisienne de 1277, Paris, Vrin, coll. « Sic et non », 1999, 352 p. (ISBN 978-2-7116-1416-5).

#### Études
- Ali Benmakhlouf, « Averroès. La cohérence de la vérité », Sciences Humaines,‎ mai-juin 2010  — Ali Benmakhlouf, « Averroès. La cohérence de la vérité », dans Philosophie : auteurs et thèmes, Éditions Sciences humaines, 2012 (ISBN 9782361060275, DOI 10.3917/sh.colle.2012.01.0030, lire en ligne ), p. 30-32.
- Luca Bianchi, Pour une histoire de la « double vérité », Paris, Vrin, coll. « Conférences Pierre Abélard », 2008, 192 p. (ISBN 978-2-7116-2147-7 et 2-7116-2147-2, lire en ligne).
- Philippe Chèvre, « Boèce de Dacie : la théorie de la « double-vérité » », Séminaire de philosophie médiévale, Belfaux, Faculté des Lettres de l'Université de Fribourg, 30 avril 1981. [PDF] lire en ligne.
- Étienne Gilson, « Boèce de Dacie et la double vérité », Archives d'histoire doctrinale et littéraire du Moyen Âge, vol. 22,‎ 1955.
- Pierre Michaud-Quantin, « La double-vérité des Averroïstes : Un texte nouveau de Boèce de Dacie », Theoria, vol. 22,‎ 1956, p. 167-184.
- Georges Minois (préf. André Comte-Sponville), Dictionnaire des athées, agnostiques, sceptiques et autres mécréants, Paris, Albin Michel, 2012, 459 p. (ISBN 978-2-226-23931-0).
- Ferdinand Sassen, « Siger de Brabant et la doctrine de la double vérité », Revue néo-scolastique de philosophie, no 30,‎ 1931, p. 170-179 (lire en ligne, consulté le 11 juin 2016).
- Georges Vajda, Isaac Albalag averroiste juif, traducteur et annotateur d’Al-Ghazâli, Paris, Vrin, coll. « Études de philosophie médiévale », 1960, 289 p. (ISBN 978-2-7116-0717-4, lire en ligne).

#### Sources arabes
- (ar) Majid Fakhri, Dirasat fi l-fikr al-islami [« Études sur la pensée islamique »], Beyrouth, Dar an-nahar li-n-nashr, 1977 (2 éd.), p. 138-148.
- (ar) Muhammad Abid al-Jabiri, Nahnu wa-t-turat [« Nous et la tradition »], Beyrouth-Casablanca, Dar at-tanwîr, 1985 (4e éd.), p. 246-247.
- (ar) Mahmud Qasim, Ibn rushd wa falsafat-hud-diniyya [« Ibn Rushd et sa philosophie religieuse »], Le Caire, Maktabat al-anjlu l-misriyya, 1969, p. 82-86.
- (ar) Tayyib Tizini, Mashru' ru'ya jadida li-l-fikr al-'arabi fi l-'asr al-wasit [« Projet pour une vision nouvelle de la pensée arabe au Moyen Âge »], Damas, Dar Dimashq, 1971, p. 355-357.